# Roland a Sabrina Michaudovi

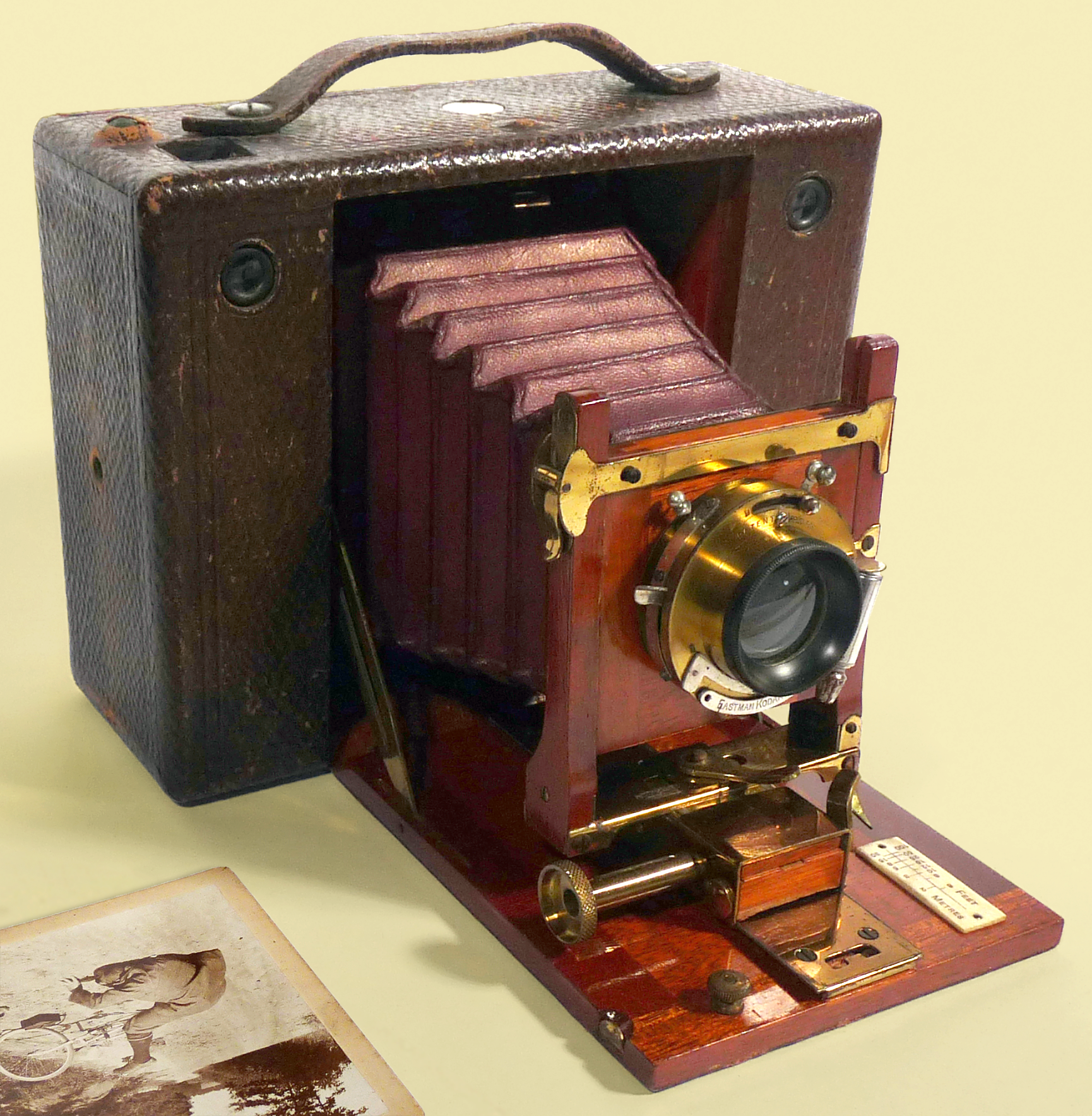
První typ fotoaparátu používaný Rolandem Michaudem: Eastman Kodak, model 2 (asi 1890)

Roland Michaud (23. září 1930, Clermont-Ferrand, Francie – 25. května 2020, Paříž) a Sabrina Michaudová (2. června 1938, Rabat, Maroko) tvoří dvojici francouzských cestovatelských fotografů specializujících se na civilizaci islámu, Indie a Číny. Vášniví dobrodruzi a objevovatelé společně cestovali a fotografovali svět téměř 60 let. 

## Životopis
Svými publikacemi zpracovali jedinečné etnografické, poetické a dokumentární svědectví, které se odlišuje zejména konfrontací archetypálních fotografií současného každodenního života s předchůdci, jako jsou obrazy, sochy, reliéfy nebo miniatury, které vzájemně reagují po staletí jako symbol trvalosti. V roce 2009 obdrželi Čtenářskou cenu časopisu ChinePlus (kategorie Kultura) za knihu La Chine dans un mirror.